# Okaton (Dakota Południowa)
Okaton – jednostka osadnicza w Stanach Zjednoczonych, w stanie Dakota Południowa, w hrabstwie Jones.